# Reißeck
Reißeck osztrák község Karintia Spittal an der Drau-i járásában. 2016 januárjában 2199 lakosa volt. 

## Elhelyezkedése

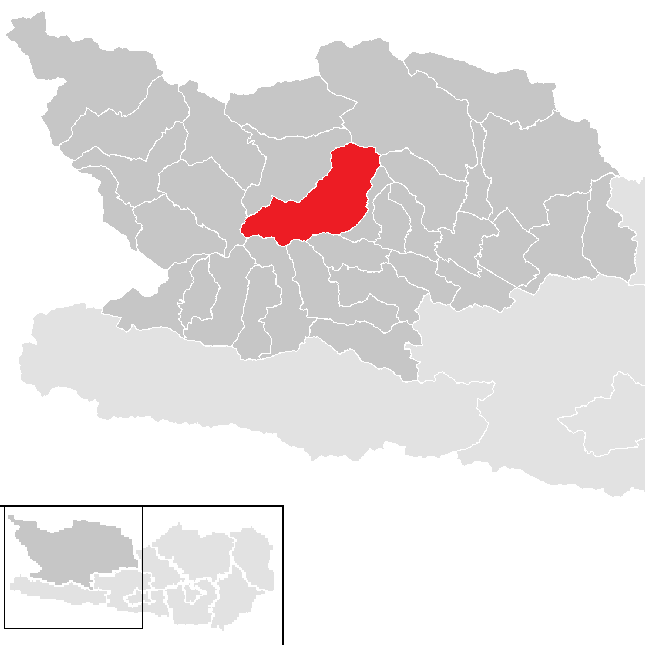
Reißeck a Spittali járásban

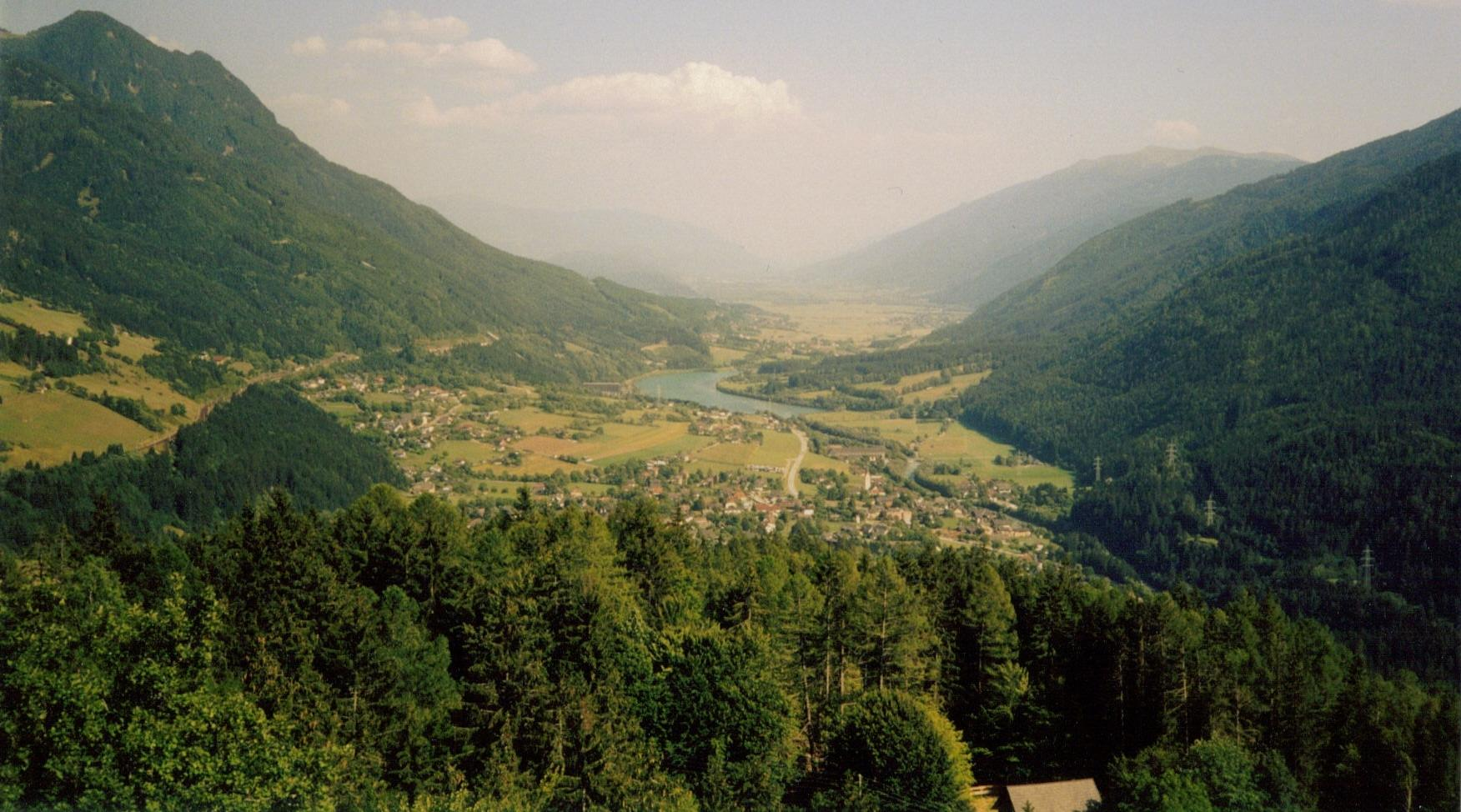
A Möll völgye a Danielsbergről

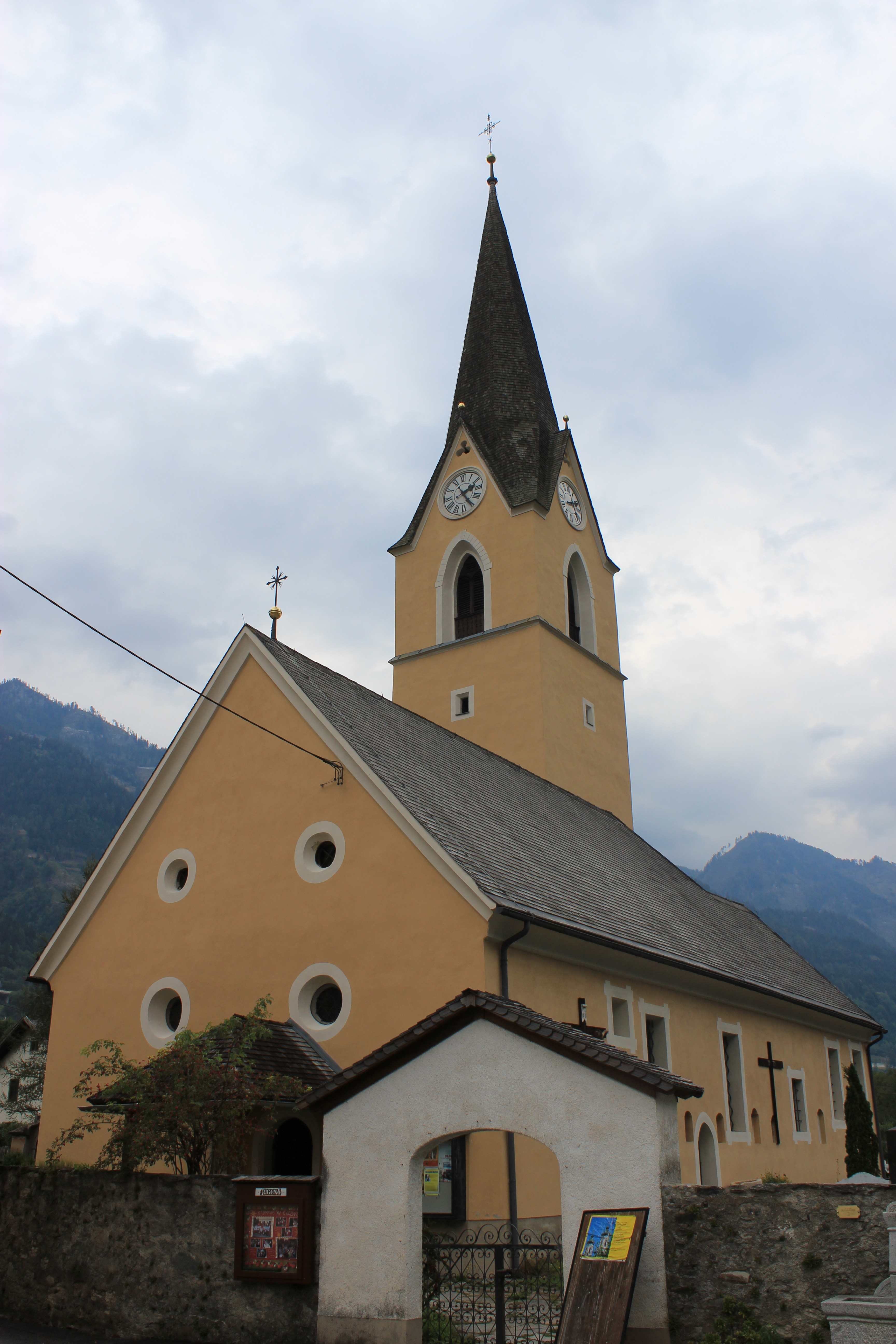
Kolbnitz temploma

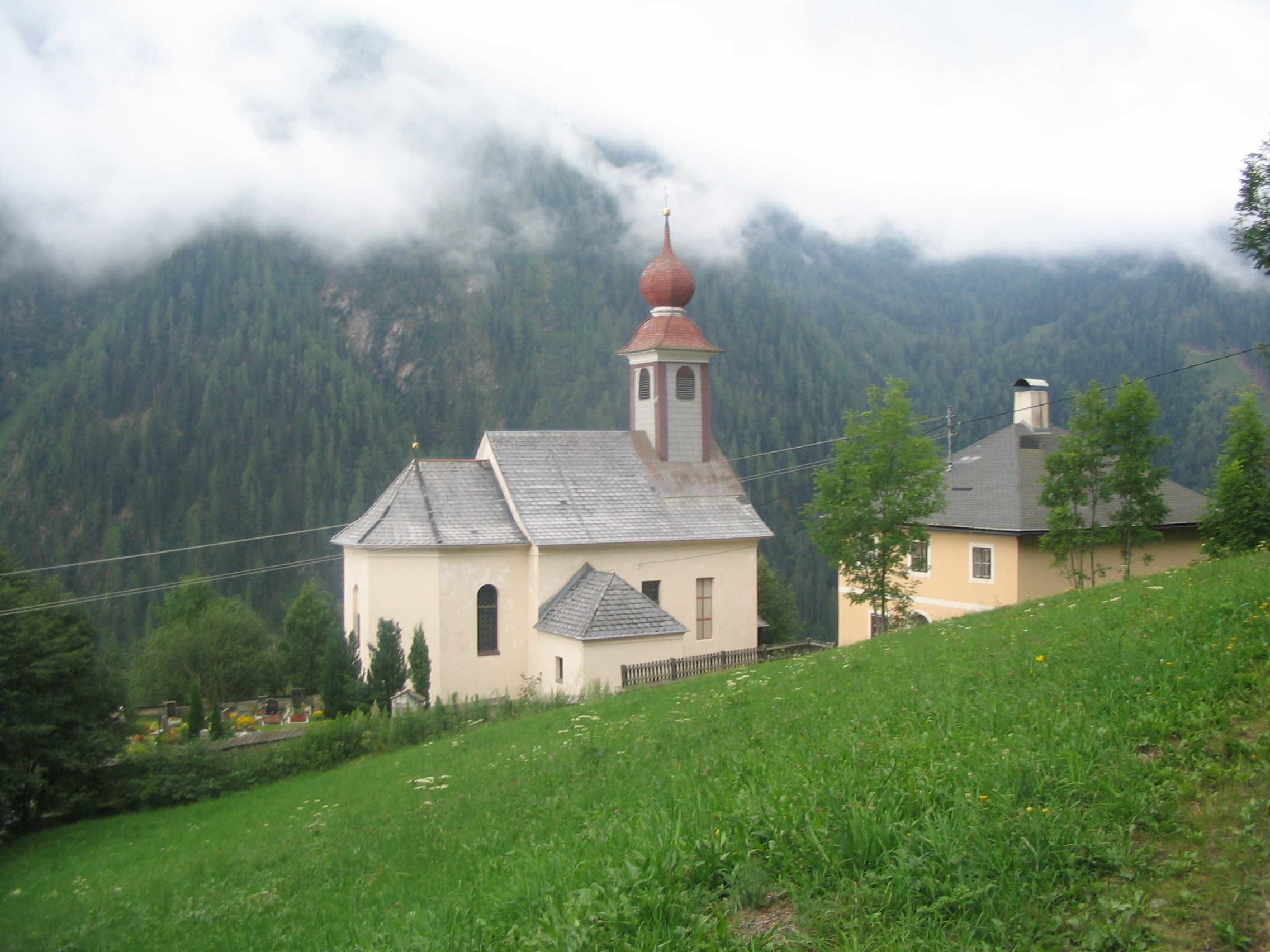
Teuchl temploma

Reißeck Karintia nyugati részén fekszik, a Möll (a Dráva mellékfolyója) alsó szakaszánál. Északról a Reißeck-csoport, délről a Kreuzeck-csoport hegyei fogják közre. Az önkormányzat 17 falut és egyéb települést fog össze: Gappen (109 lakos), Hattelberg (19), Litzldorf (50), Mitterberg (57), Moos (3), Napplach (261), Oberkolbnitz (314), Penk (274), Polan (127), Preisdorf (97), Rottau (15), Sandbichl (52), Teuchl (82), Tratten (55), Unterkolbnitz (387), Zandlach (268), Zwenberg (56).  	 	
A környező települések: északra Malta, keletre Trebesing, délkeletre Mühldorf, délre Sachsenburg, Steinfeld, Greifenburg, nyugatra Stall, északnyugatra Obervellach.

## Története
Kolbnitz önkormányzata 1850-ben jött létre, de 15 évvel később Obervellachhoz csatolták. 1876-ban ismét önállóvá vált. 1913-ban Mühldorf elszakadt tőle. 
Az 1973-as karintiai közigazgatási reform során Kolbnitz, Mühldorf és Penk községeket Reißeck néven egyesítették a területén található, hasonló nevű, 2965 méter magas hegycsúcs után. 1992-ben egy népszavazást követően Mühldorf visszanyerte önállóságát. 

## Lakosság
A reißecki önkormányzat területén 2016 januárjában 2199 fő élt, ami visszaesést jelent a 2001-es 2331 lakoshoz képest. Akkor a helybeliek 94,6%-a volt osztrák, 1,5% német és 1%-a horvát állampolgár. 82,1%-uk katolikusnak, 7,2% evangélikusnak, 6,9% pedig felekezeten kívülinek vallotta magát. 

## Látnivalók
- a danielsbergi Szt. György-templom
- Kolbnitz plébániatemplomát 1124-ben említik először. Mai formájában késő gótikus és barokk stílusjegyeket mutat.
- az 1716-ban épült, fából készült Sandbichli Mária-kápolna Oberkolbnitzban.
- az 1233 előtt alapított penki templom
- Teuchl 1685-ben épített barokk temploma
- az 1847-ben épült naplachi Mária-kápolna
- a Reißeck-Kreuzecki és a maltai vízierőművek
- Mölltheuer várának romjai Penktől északra
- a Rieggenbach patak vízimalmai
- kelta kultuszhely a Danielsbergen
- a Bernitzbach vízesése

## Testvértelepülések
- Königsbronn, Németország
- Thalmässing, Németország

## Fordítás
- Ez a szócikk részben vagy egészben  a   Reißeck (Gemeinde) című német Wikipédia-szócikk ezen változatának fordításán alapul.  Az eredeti cikk szerkesztőit annak laptörténete sorolja fel. Ez a jelzés csupán a megfogalmazás eredetét és a szerzői jogokat jelzi, nem szolgál a cikkben szereplő információk forrásmegjelöléseként.